# Karl Schümers
Karl Schümers (17 de octubre de 1905 - 16 de agosto de 1944) fue un comandante de alto rango en las Waffen-SS y la Ordnungspolizei (policía) de la Alemania Nazi. Comandó la División SS Polizei entre julio y agosto de 1944 y estuvo involucrado directamente o indirectamente en muchas de las mayores atrocidades cometidas en Grecia durante 1944. Fue galardonado con la Cruz de Caballero de la Cruz de Hierro el 30 de septiembre de 1942.

## Atrocidades en la guerra
- El 5 de abril de 1944, Schümers comandaba la 7.ª unidad de la 4.ª División SS de Granaderos Panzer Polizei durante la ejecución de 277 mujeres, niños y personas mayores desarmados en la villa de Kleisoura, en Grecia, en represalia por la muerte de 3 soldados alemanes.[1] En las investigaciones oficiales de su mando jerárquico por la masacre testificó que los soldados tuvieron que matarlos a todos debido a que fuerzas guerrilleras se escondían en la villa, y fue absuelto. Después de la guerra se probó que su testimonio era falso.[1]: 587
- El 24 de abril su 7.ª unidad cometió la masacre de Pyrgoi donde 368 hombres, mujeres y niños fueron asesinados.[2]
- Hombres de la misma 7.ª unidad, a las órdenes de Hans Zampel y Fritz Lautenbach cometieron la masacre de Distomo, el 10 de junio de 1944, donde 228 civiles fueron asesinados como represalia. Nadie fue juzgado por este crimen de guerra.
- El 17 de junio de 1944 Schümers ordenó la ejecución de 28 civiles y la destrucción de Ipati, y al día siguiente el incendio de Spercheiada y el asesinato de 35 civiles.[3]
- Después de ser asignado al mando de la 4.ª División SS de Granaderos Panzer, el 22 de julio de 1944 la 8.ª unidad de sus fuerzas participó en la operación Kreuzotter (5-31 de agosto de 1944) en un intento fracasado de erradicar las bases del ELAS de las montañas de Grecia Central, en Roumeli, que resultó entre otros en el asesinato de aproximadamente 170 civiles y la destrucción parcial o completa de docenas de pueblos y ciudades.[3][4]

Murió el 16 de agosto de 1944 cuando su automóvil pasó por encima de una mina terrestre en el área de Arta (Grecia noroccidental).

## Mandos
- II.Batallón, 7.º Regimiento de Granaderos Panzer SS Polizei
- 7.º Regimiento de Granaderos Panzer SS
- 4.ª División de Granaderos Panzer SS Polizei